# Shodan (arti marziali)
Shodan (初段?), significa letteralmente "grado iniziale" ed è il più basso grado di cintura nera nelle arti marziali giapponesi e nel gioco Go. Il 2° dan è superiore rispetto allo Shodan, ma il 1° dan viene chiamato tradizionalmente Shodan e non "Ichidan". Questo perché il carattere 初 (sho, pronuncia alternativa: hatsu) significa anche primo, nuovo o iniziale in giapponese.
Inoltre, si indica frequentemente come "primo dan" ed è parte del sistema di classificazione kyū/dan comune alle moderne arti marziali giapponesi. Il termine può essere usato sia per descrivere il grado posseduto dalla persona, che la persona (cioè, si può dire che una persona riveste il grado di shodan, ma è anche corretto dire: "Io sono uno shodan nell'arte marziale 'x'").